# Dhokímion
Dhokímion (Dokimio) är en ort i Grekland.   Den ligger i prefekturen Nomós Aitolías kai Akarnanías och regionen Västra Grekland, i den centrala delen av landet, 210 km väster om huvudstaden Aten. Dhokímion ligger 41 meter över havet och antalet invånare är 1 664.
Terrängen runt Dhokímion är kuperad österut, men västerut är den platt.Runt Dhokímion är det ganska tätbefolkat, med 86 invånare per kvadratkilometer. Närmaste större samhälle är Agrínio, 2,5 km öster om Dhokímion. Trakten runt Dhokímion består till största delen av jordbruksmark.